# Campeonato Mundial de Tenis de Mesa por Equipos de 2026
El LVIII Campeonato Mundial de Tenis de Mesa por Equipos se celebrará en Londres (Reino Unido) en el año 2026 bajo la organización de la Federación Internacional de Tenis de Mesa (ITTF) y la Federación Británica de Tenis de Mesa.